# Dajiang (socken i Kina)
Dajiang (kinesiska: 达江乡, 达江) är en socken i Kina. Den ligger i den autonoma regionen Guangxi, i den södra delen av landet, omkring 240 kilometer nordväst om regionhuvudstaden Nanning.
Genomsnittlig årsnederbörd är 1 634 millimeter. Den regnigaste månaden är juni, med i genomsnitt 349 mm nederbörd, och den torraste är februari, med 18 mm nederbörd.